# Procoptodon
Procoptodon és un gènere extint de cangurs prehistòrics que visqueren entre al Plistocè. Se n'han trobat restes fòssils a Austràlia. Les espècies d'aquest grup abastaven un ampli espectre de mides, des de P. gilli, que era l'estenurí més petit, fins a P. goliah, que superava els 225 kg.